# El manantial
El manantial és una sèrie dramàtica mexicana de televisió emesa per Televisa entre l'1 d'octubre del 2001 i el 8 de febrer del 2002. Protagonitzada per Adela Noriega i Mauricio Islas. Produïda per Carla Estrada.

## Elenc
| Personatge                        | Intèrpret          |
| --------------------------------- | ------------------ |
| Alfonsina Valdés Rivero           | Adela Noriega      |
| Alejandro Ramírez Insunza         | Mauricio Islas     |
| Justo Ramírez                     | Alejandro Tommasi  |
| Margarita Insunza de Ramírez      | Daniela Romo       |
| Gertrudis Rivero                  | Olivia Bucio       |
| Salvador Valdés                   | Manuel Ojeda       |
| Dr. Álvaro Luna                   | Raymundo Capetillo |
| Pilar Luna                        | Silvia Pasquel     |
| Bárbara Luna                      | Karyme Lozano      |
| Héctor Luna-Ramírez Rivero        | Jorge Poza         |
| Melesio Osuna                     | Justo Martínez     |
| Altagracia Osuna                  | Angelina Peláez    |
| María Magdalena Osuna             | Patricia Navidad   |
| Eloísa Castañeda Martha Castañeda | Nuria Bages        |
| Joel Morales                      | Gilberto de Anda   |
| Norma Morales                     | Socorro Bonilla    |
| María Eugenia Morales             | Lorena Enríquez    |
| Gilberto Morales                  | Rafael Mercadente  |
| Fermín Aguirre                    | Sergio Reynoso     |
| Mirna Barraza de Aguirre          | Leonor Bonilla     |
| Hugo Portillo                     | Alejandro Aragón   |
| Carlos Portillo                   | Luis Couturier     |
| Cipriano Peña                     | David Galindo      |
| Javiér Jiménez                    | Salim Rubiales     |
| Catalina Sosa                     | Socorro Avelar     |
| Tisztelendő                       | Marga López        |
| Mercedes                          | Marisol del Olmo   |
| Francisca Rivero de Valdés        | Azela Robinson     |
| Rigoberto Valdés                  | César Évora        |
| Juan Rosario                      | Julio Monterde     |